# Нікола Албані
Нікола Албані (італ. Nicola Albani; нар. 15 квітня 1981, Сан-Марино) — санмаринський футболіст, захисник. Виступав за національну збірну Сан-Марино.

## Клубна кар'єра
Відомий за виступами за італійські клуби «Каттоліка» (представляв п'ятий дивізіон італійського футболу, Еччеленца), «Тропікал» (Коріано), «Тре Ессе» (Салудецио) та «Олімпія» (Секк'яно), а також сан-маринські «Мурата», «Ювенес-Догана» та «Пеннаросса».

## Кар'єра в збірній
Дебютував за збірну Сан-Марино 28 березня 2001 року, вийшов на поле на 90-й хвилині замість Сімоне Делла Бальда у Глазго у матчі проти Шотландії. Одразу ж після виходу на футбольне поле вступив у сутичку з Коліном Гендрі й отримав удар ліктем в обличчя. Колін виправдовувався тим, що Альбані сам його спровокував, вдаривши по ребрах, але в підсумку шотландець отримав дискваліфікацію на шість матчів.
За 40 матчів Нікола Альбані відзначився одним голом, 25 квітня 2001 року у матчі кваліфікації до чемпіонату світу у групі 6: на 51-й хвилині у Ризі проти Латвії, завдяки чому Сан-Марино вперше з 1993 року не програло матч й відзначилося вдруге у відбірному циклі. Наприкінці гри зусилля латишів звів нанівець воротар Федеріко Гаспероні, який відбив декілька складних ударів. 14 років по тому, 8 вересня 2015 року, в матчі зі збірною Литви Маттео Вітайолі також відзначився та зрівняв рахунок (хоча Литва й виграла з рахунком 2:1).

## Голи за збірну
Рахунок та результат збірної Сан-Марино в таблиці подано на першому місці.
| #  | Дата           | Місце                | Суперник | Рахунок | Результат | Змагання                           |
| -- | -------------- | -------------------- | -------- | ------- | --------- | ---------------------------------- |
| 1. | 25 квітня 2001 | Сконто, Рига, Латвія | Латвія   | 1–1     | 1–1       | кваліфікація чемпіонату світу 2002 |